# Karl Pohlig
Karl Pohlig (* 10. Februar 1858 in Teplitz, Böhmen; † 17. Juni 1928 in Braunschweig) war ein aus Nordböhmen stammender österreichischer Pianist und Komponist. 

## Leben
Pohlig war der Sohn des Buchhändlers Johann Wilhelm Pohlig (* 15. September 1820), der 1845 bis 1847 einige Werke des Komponisten Joseph Christoph Keßler druckte. Er selbst betrieb in Weimar Studien am Cello und am Klavier und war Schüler von Franz Liszt, dem er nach Budapest und Rom folgte. Als Hofpianist lehrte Pohlig kurzzeitig am fürstlichen Konservatorium in Sondershausen. Von 1885 bis 1888 war er Lehrer an der Rigaer Musikschule, wo er auch häufig Konzerte gab. Ab 1897 dirigierte er verschiedene Theaterorchester in London (Covent Garden 1897 und 1898), Hamburg, Coburg (am Hoftheater), Wien (Vizekapellmeister neben Gustav Mahler an der Hofoper) und Graz (als Kapellmeister). Von 1900 bis 1907 war er Hofkapellmeister in Stuttgart. 1901 dirigierte er dort Bruckners 6. Sinfonie in ihrer ungekürzten Erstfassung, nachdem Gustav Mahler 1899 das Werk zunächst stark gekürzt zur Aufführung gebracht hatte. 1902 entstand in Stuttgart Pohligs symphonische Dichtung Per Aspera, ad Astra.
Pohlig leitete von 1907 bis 1912 als Dirigent das Philadelphia Orchestra. Er lud 1909 Sergei Rachmaninow zu einem Debüt in den Vereinigten Staaten ein. Nachdem Pohlig 1912 wegen der Enthüllung der außerehelichen Beziehung zu seiner schwedischen Sekretärin Ella Janssen beim Publikum in Ungnade gefallen war, trat er von der Leitung des Orchesters in Philadelphia zurück.  Da sein Vertrag in Amerika regulär noch ein Jahr gedauert hätte, erstritt er auf gerichtlichem Weg die Zahlung einer dementsprechenden Abfindungssumme. Seit 1913 betätigte sich Pohlig am Hamburger Stadttheater und beendete seine Karriere von 1914 bis 1922 als Generalmusikdirektor des Staatstheaters in Braunschweig. 
Seinen künstlerischen Schwerpunkt hatte Pohlig auf die Interpretation von Werken Richard Wagners gelegt.
Als Komponist hinterließ Pohlig zwei Symphonien, zwei symphonische Dichtungen, einige Werke aus den Gattungen der Kammer- und Klaviermusik sowie Lieder.

## Familie
Er war der Bruder des Geologen Hans Pohlig.